# Haglöfs
Haglöfs ist ein schwedischer Hersteller von Outdoor-Ausrüstung und Outdoor-Bekleidung. Er ist nach eigenen Angaben der größte der Branche in Skandinavien.

## Geschichte
Das Unternehmen, das unter dem Dach der Haglöfs Aktiebolag firmiert, wurde 1914 von Victor Haglöf in einer Holzhütte in dem schwedischen Örtchen Torsång in der Gemeinde Borlänge gegründet. Haglöfs fabrizierte zunächst ausschließlich Rucksäcke. Bis Ende der 1980er Jahre war das Unternehmen auf den schwedischen Markt fokussiert und expandierte danach in weitere Länder. Mittlerweile gibt es Tochterunternehmen in Finnland, Norwegen, Dänemark, dem Vereinigten Königreich und Deutschland. Sitz der Deutschland-Zentrale ist Kempten im Allgäu. 2001 wurde das Unternehmen von dem Private-Equity-Unternehmen Ratos AB gekauft, welches es 2010 für rund 100 Millionen Euro an Asics abgab.
Am 18. Dezember 2023 gab die Hongkonger Investmentfirma LionRock Capital die Absicht bekannt, 100 % der Anteile an Haglöfs zu übernehmen.

## Geschäftszahlen
Haglöfs wird in 28 Märkten über den Großhandel (direkte Konten sowie über Distributoren) verkauft, verfügt über E-Commerce in 13 Ländern und betreibt 12 eigene Geschäfte.[3]
Haglöfs agiert durch Tochtergesellschaften in Schweden, Norwegen, Finnland, Dänemark, Deutschland, Großbritannien und betreibt eigene Aktivitäten in Frankreich.
Haglöfs entwirft, entwickelt und vermarktet Kleidung, Schuhe und Hardware für den Outdoor-Gebrauch von seinem Hauptsitz in Alvik, Stockholm, Schweden aus. Haglöfs besitzt keine Fabriken, arbeitet jedoch mit einem Netzwerk von über 90 Materiallieferanten und Herstellern von Kleidung, Schuhen und Hardware in 17 Ländern zusammen. Die Mehrheit der Haglöfs-Produkte wird an ihr Lager in Eskilstuna, Schweden, geschickt, von wo aus sie an verschiedene Vertriebskanäle verteilt werden.
Im Jahr 2022 verkaufte das Unternehmen Produkte im Wert von 976 Millionen SEK und hatte weltweit 238 Mitarbeiter, davon 190 in Schweden.